# Ga Đồng Chuối
Ga Đồng Chuối là một nhà ga xe lửa tại huyện Tuyên Hóa, tỉnh Quảng Bình. Nhà ga là một điểm của đường sắt Bắc Nam và nối với ga Tân Ấp với ga Kim Lũ.

## Các tuyến
- Đường sắt Bắc Nam